# دلقام
قرية دلقام هي إحدى القرى التابعة لمركز سمالوط بمحافظة المنيا في جمهورية مصر العربية. حسب إحصاءات سنة 2006، بلغ إجمالي السكان في دلقام 13187 نسمة، منهم 6848 رجلا و6339 امرأة.